# فريدريكا روكو
فريدريكا روكو (بالإيطالية: Federica Rocco)‏ هي لاعبة كرة الماء إيطالية، ولدت في 1986.

## وصلات خارجية
- فريدريكا روكو على موقع أوليمبيديا (الإنجليزية)